# Naruto (mořský vír)

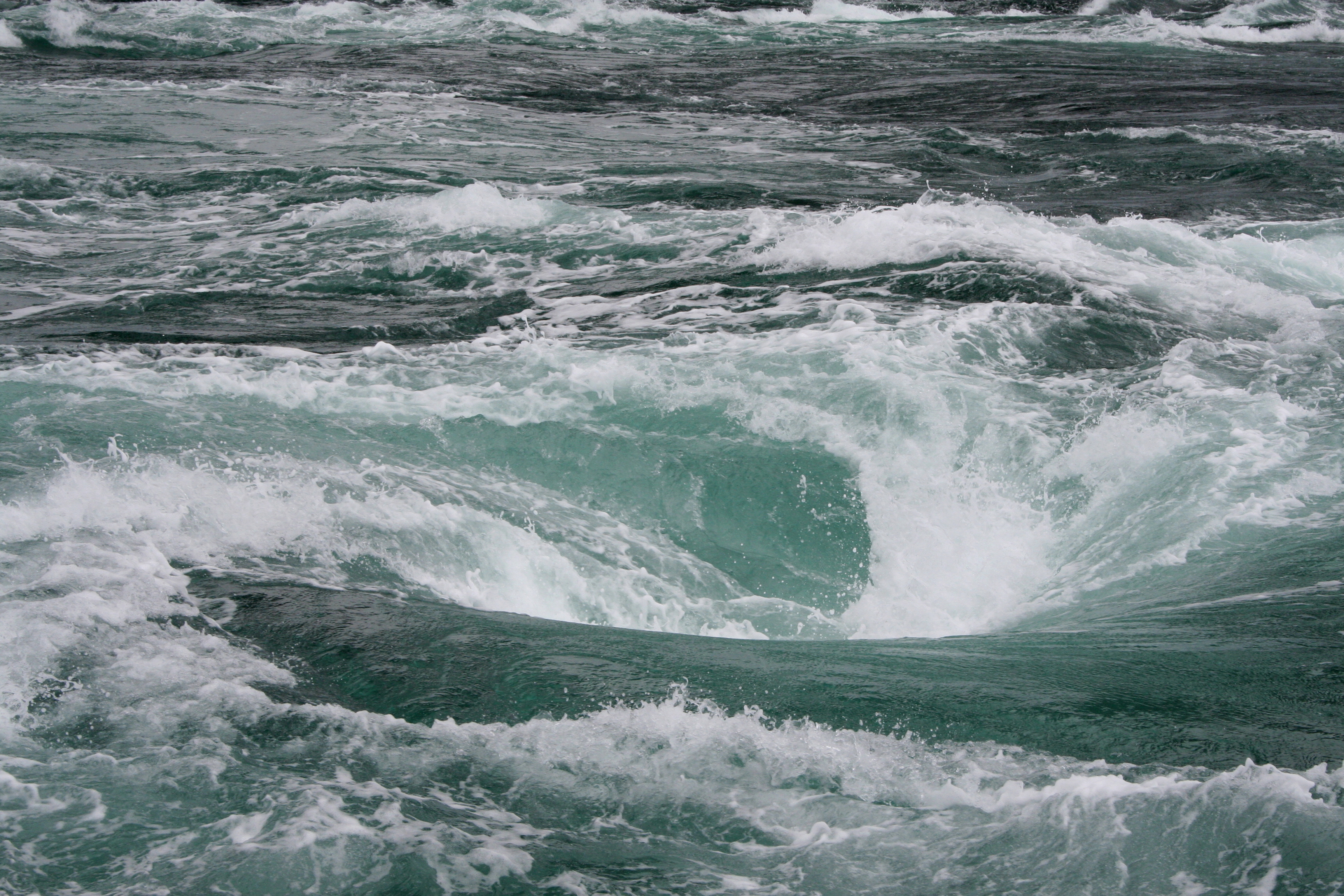
Snímek mořských vírů Naruto pořízený z turistické lodi

Mořské víry Naruto (japonsky 鳴門の渦潮, Naruto no uzušio) jsou mořské víry, které se nacházejí v průlivu Naruto mezi ostrovy Awadži a Šikoku. Průliv je mezi městem Naruto (ležící na ostrově Šikoku) a ostrovem Awadži široký přibližně 1,3 km. Průliv je jednou ze spojnic mezi Tichým oceánem a Vnitřním mořem. To svojí vodní plochou odděluje Honšú a Šikoku, dva hlavní japonské ostrovy. Kvůli slapovým jevům (přílivu a odlivu – ty jsou také příčinou vzniku vírů) se do Vnitřního moře čtyřikrát denně přesouvá velké množství vody (dvakrát přivádí a dvakrát odvádí), takže rozdíl hladiny vody mezi přílivem a odlivem může být až 1,7 m. Rozdíl hladin mezi Vnitřním mořem a Tichým oceánem pak v průlivu činí až 1,5 m. Kvůli úzkým rozměrům průlivu zde může rychlost vody dosahovat 13 až 15 km/h – v jarních měsících kdy je možnost výskytu syzygie Slunce, Země a Měsíce až 20 km/h, což dává potenciál vzniku vírů o průměru 20 metrů. Proud v průlivu je nejrychlejší v Japonsku a čtvrtý nejrychlejší na světě po Saltstraumenu u Bodø v Norsku, který dosahuje rychlosti 37 km/h, Moskenstraumenu u Lofotských ostrovů v Norsku, který dosahuje rychlosti 27,8 km/h, a víru Old Sow v kanadské provincii Nový Brunšvik, který dosahuje rychlosti až 27,6 km/h.
Víry lze pozorovat z pobřeží ostrova Awadži, z turistických lodí nebo z mostu Ónaruto (v provozu od roku 1985), který se klene přes průliv. Tento most má celkovou délku 1 629 m, rozpětí mezi hlavními pylony přes průliv má délku 876 m a výška jeho pylonů je 41 m.
Mořské víry se staly inspirací pro narutomaki nebo pro jméno postavy Naruta Uzumakiho – hlavního protagonisty stejnojmenné mangy a anime seriálu.

## Galerie

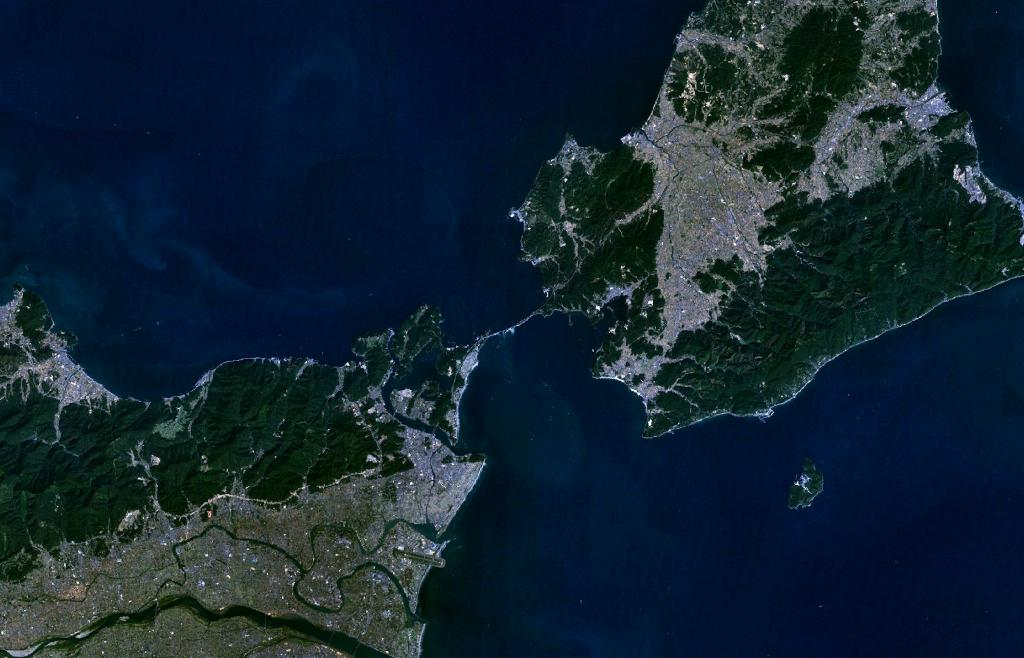
Satelitní fotografie průlivu Naruto
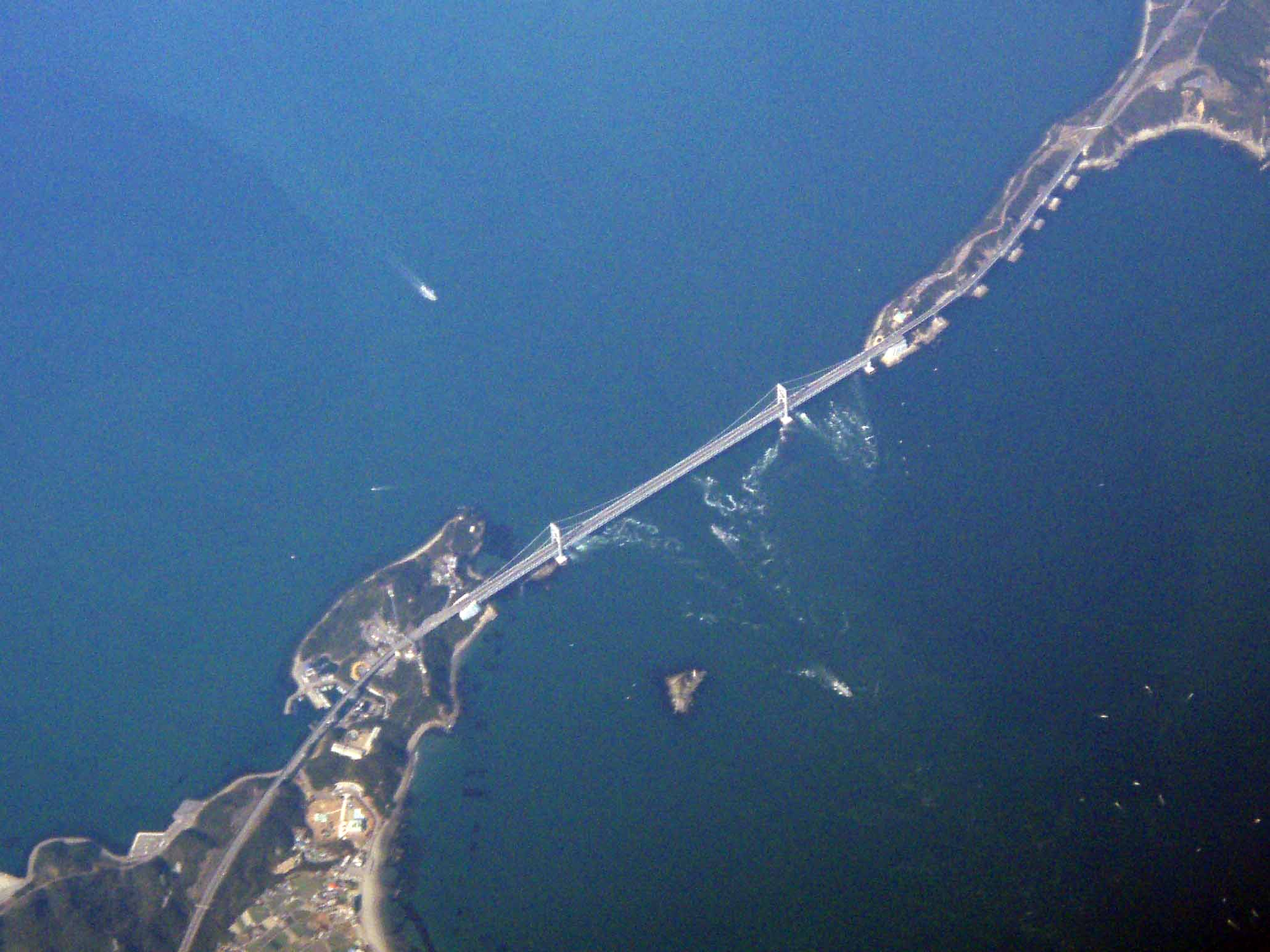
Letecká fotografie průlivu Naruto s víry a mostem Ónaruto
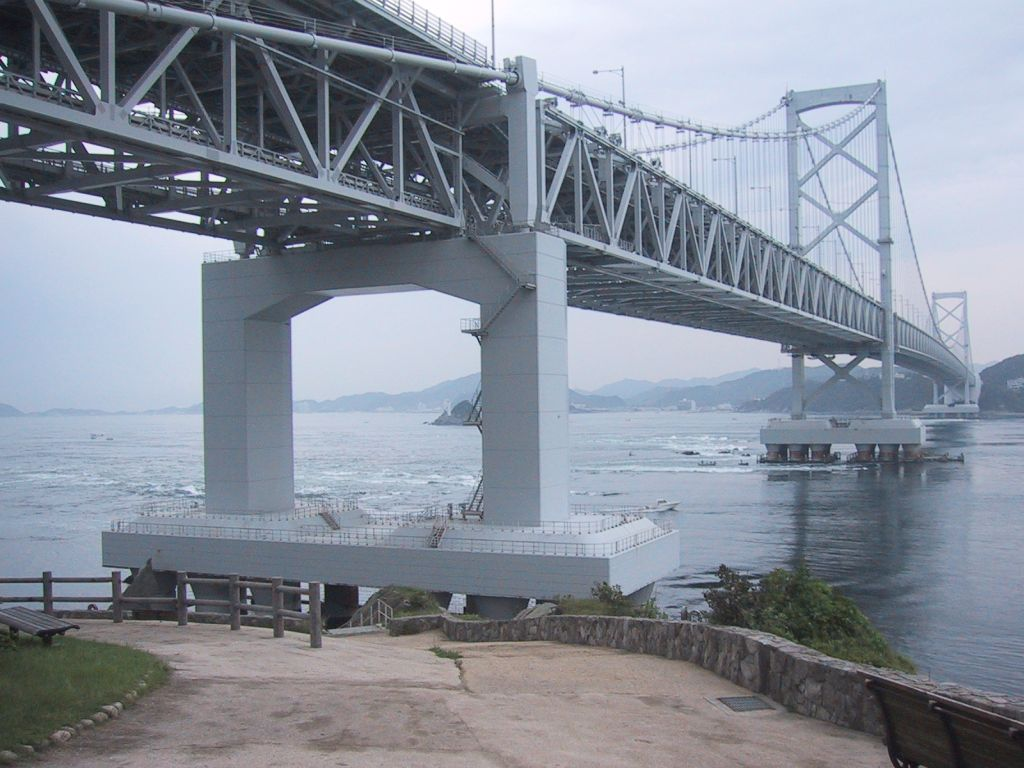
Průliv Naruto a most Ónaruto viděný z ostrova Awadži
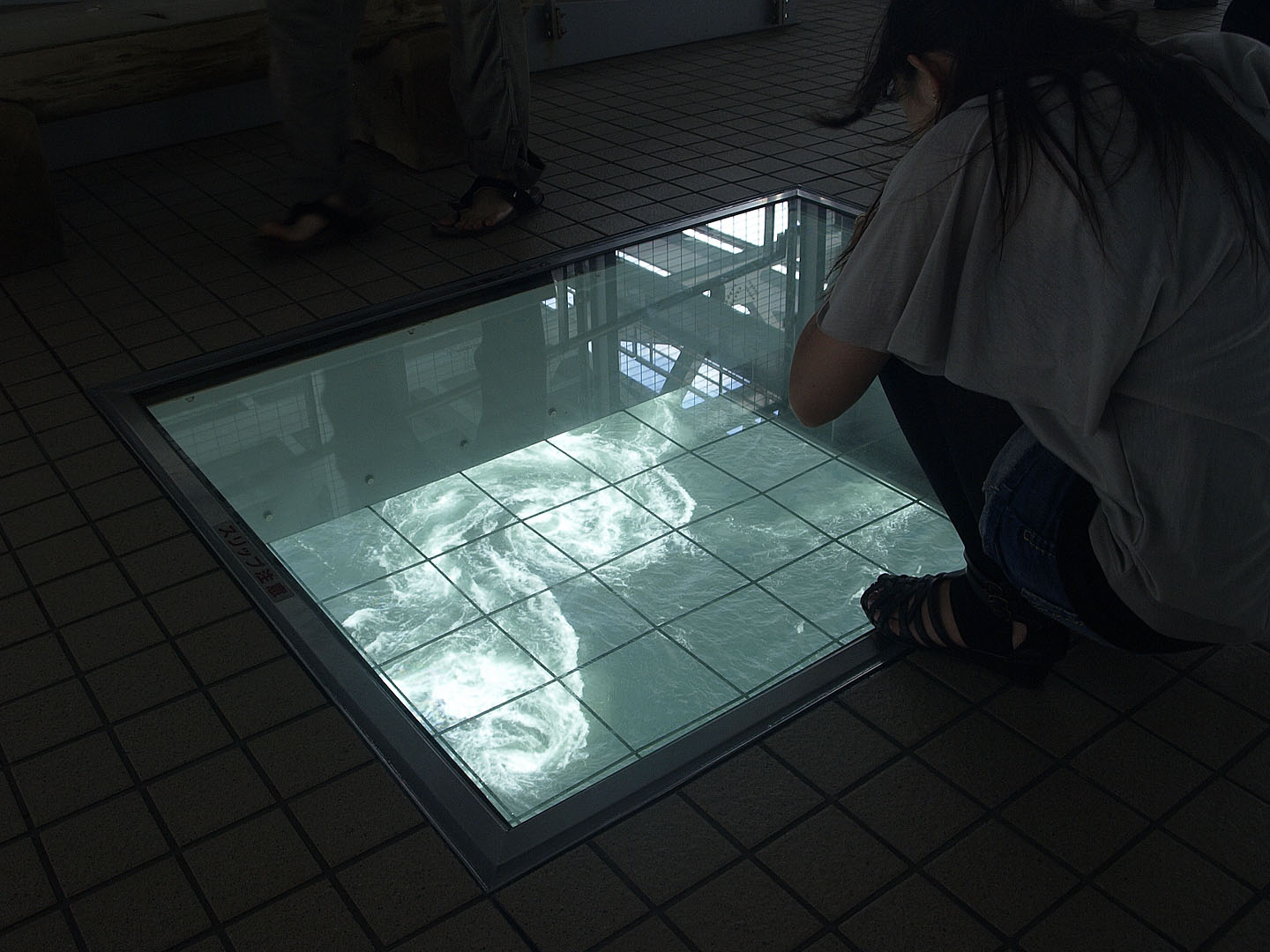
Mořské víry Naruto pozorované z Uzunomiči – pěší zóny nacházející se na jižní straně mostu
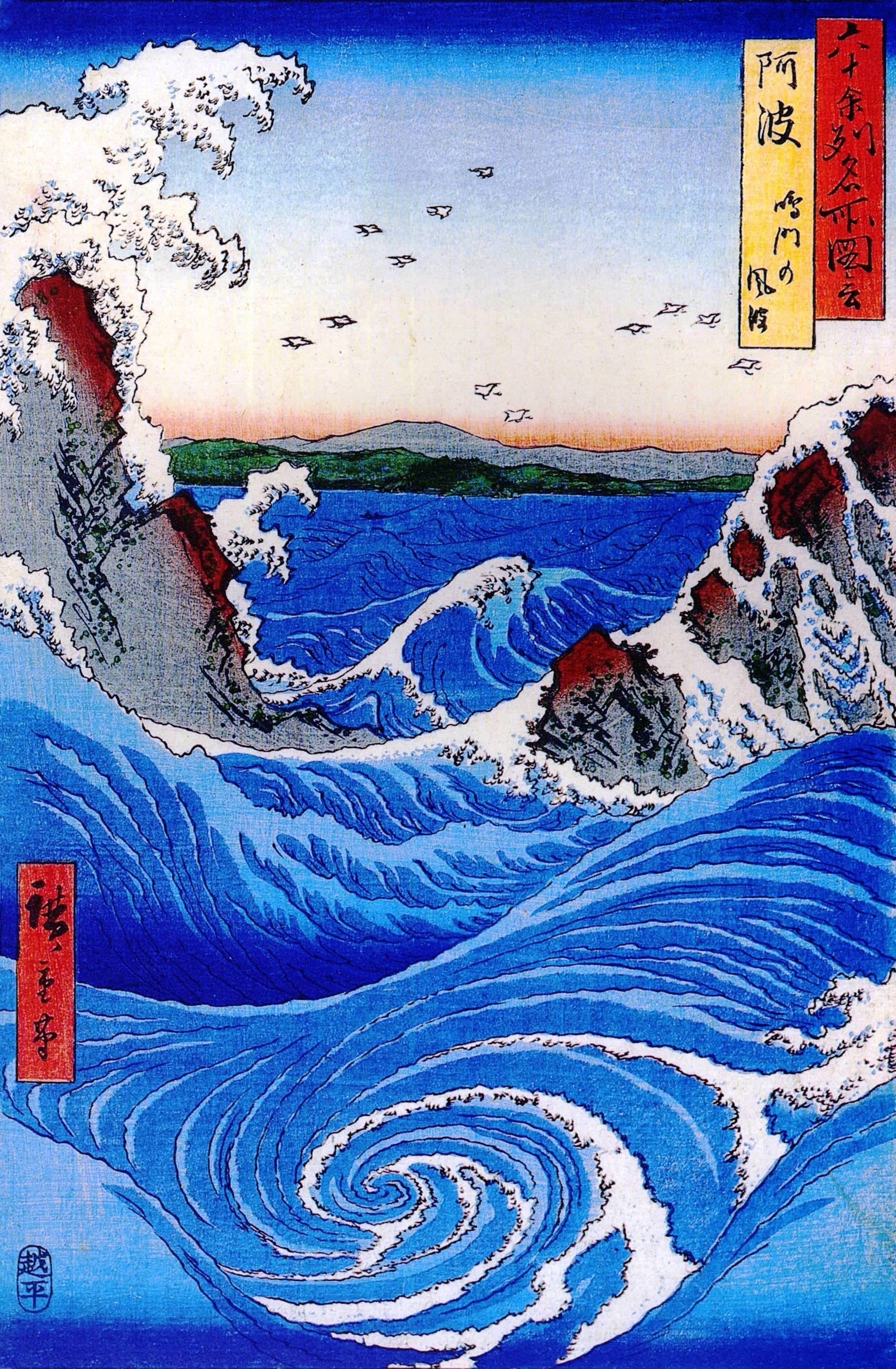
Dřevořez ukijo-e japonského malíře a grafika Hirošigeho zobrazující mořské víry Naruto